# Standardmatrix
Eine Standardmatrix, Standard-Einheitsmatrix oder Matrixeinheit ist in der Mathematik eine Matrix, bei der genau ein Eintrag eins ist und alle anderen Einträge null sind. Jede Standardmatrix lässt sich als dyadisches Produkt von kanonischen Einheitsvektoren darstellen. Die Menge der Standardmatrizen bildet die Standardbasis für den Matrizenraum. Sie werden unter anderem zur Definition von Elementarmatrizen verwendet, die beim gaußschen Eliminationsverfahren zum Einsatz kommen.

## Definition
Ist {\displaystyle R} ein Ring mit Nullelement {\displaystyle 0} und Einselement {\displaystyle 1}, dann ist die Standardmatrix {\displaystyle E_{ij}=(e_{kl})\in R^{m\times n}} die Matrix mit den Einträgen
{\displaystyle e_{kl}={\begin{cases}1&{\text{für }}i=k{\text{ und }}j=l\\0&{\text{sonst}}\end{cases}}}
für {\displaystyle k=1,\ldots ,m} und {\displaystyle l=1,\ldots ,n}.  Bei der Standardmatrix {\displaystyle E_{ij}} ist demnach der Eintrag an der Stelle {\displaystyle (i,j)} gleich eins und alle anderen Einträge gleich null. Eine Standardmatrix wird auch als Standard-Einheitsmatrix oder Matrixeinheit bezeichnet und gelegentlich durch {\displaystyle e_{ij}} statt {\displaystyle E_{ij}} notiert.

## Beispiele
Ist {\displaystyle R} der Körper der reellen Zahlen und bezeichnen {\displaystyle 0} und {\displaystyle 1} die Zahlen Null und Eins, so sind Beispiele für Standardmatrizen der Größe {\displaystyle 3\times 3}:
{\displaystyle E_{11}={\begin{pmatrix}1&0&0\\0&0&0\\0&0&0\end{pmatrix}},E_{12}={\begin{pmatrix}0&1&0\\0&0&0\\0&0&0\end{pmatrix}},E_{23}={\begin{pmatrix}0&0&0\\0&0&1\\0&0&0\end{pmatrix}}}

## Eigenschaften

### Darstellungen
Jede Standardmatrix {\displaystyle E_{ij}\in R^{m\times n}} lässt sich als dyadisches Produkt der beiden kanonischen Einheitsvektoren {\displaystyle e_{i}\in R^{m}} und {\displaystyle e_{j}\in R^{n}} darstellen, das heißt
{\displaystyle E_{ij}=e_{i}\otimes e_{j}=e_{i}\cdot (e_{j})^{T}},
wobei {\displaystyle e^{T}} der transponierte Vektor zu {\displaystyle e} ist. Mit Hilfe des Kronecker-Deltas lässt sich eine Standardmatrix auch durch
{\displaystyle E_{ij}=(\delta _{ik}\,\delta _{jl})_{k=1,\ldots ,m \atop l=1,\ldots ,n}=(\delta _{(i,j),(k,l)})_{k=1,\ldots ,m \atop l=1,\ldots ,n}}
notieren.

### Symmetrie
Für die Transponierte einer Standardmatrix {\displaystyle E_{ij}\in R^{m\times n}} gilt
{\displaystyle (E_{ij})^{T}=E_{ji}}.
Damit sind nur die Standardmatrizen {\displaystyle E_{ii}\in R^{n\times n}} symmetrisch.

### Produkt
Für das Produkt zweier Standardmatrizen {\displaystyle E_{ij}\in R^{m\times n}} und {\displaystyle E_{kl}\in R^{n\times p}} gilt
{\displaystyle E_{ij}\cdot E_{kl}={\begin{cases}E_{il}&{\text{falls }}j=k\\0&{\text{sonst,}}\end{cases}}}
wobei {\displaystyle 0} die Nullmatrix der Größe {\displaystyle m\times p} ist.

### Kenngrößen
Für den Rang einer Standardmatrix gilt
{\displaystyle \operatorname {rang} (E_{ij})=1}.
Für die Determinante und die Spur einer quadratischen {\displaystyle m\times m}-Standardmatrix gilt entsprechend
{\displaystyle \operatorname {det} (E_{ij})={\begin{cases}1&{\text{falls }}m=1\\0&{\text{sonst}}\end{cases}}}   und   {\displaystyle \operatorname {spur} (E_{ij})=\delta _{ij}}.
Das charakteristische Polynom einer quadratischen Standardmatrix {\displaystyle E_{ij}\in K^{n\times n}} über einem Körper {\displaystyle K} ergibt sich zu
{\displaystyle \chi (\lambda )={\begin{cases}\lambda ^{n-1}(\lambda -1)&{\text{falls }}i=j\\\lambda ^{n}&{\text{sonst.}}\end{cases}}}
Im Fall {\displaystyle i\neq j} ist demnach der einzige Eigenwert {\displaystyle 0}. Für {\displaystyle i=j} existiert zusätzlich noch der Eigenwert {\displaystyle 1} mit einfacher Vielfachheit und zugehörigem Eigenvektor {\displaystyle e_{i}}.

## Verwendung

### Matrixeinträge
Mit Hilfe von Standardmatrizen {\displaystyle E_{ji}\in R^{n\times m}} können auch einzelne Matrixeinträge als Spur dargestellt werden. Ist {\displaystyle A\in R^{m\times n}}, dann gilt
{\displaystyle (A)_{ij}=\operatorname {spur} (AE_{ji})=\operatorname {spur} (E_{ji}A)}.
Für das Produkt zweier Matrizen {\displaystyle A\in R^{m\times p}} und {\displaystyle B\in R^{p\times n}} gilt entsprechend
{\displaystyle (AB)_{ij}=\operatorname {spur} (BE_{ji}A)}.

### Standardbasis
Die Menge der Standardmatrizen über einem gegebenen Körper {\displaystyle \{E_{ij}\in K^{m\times n}\mid i=1,\ldots ,m,j=1,\ldots ,n\}} bildet die Standardbasis für den Vektorraum der Matrizen. Jede Matrix {\displaystyle A\in K^{m\times n}} lässt sich somit als Linearkombination von Standardmatrizen durch
{\displaystyle A=\sum _{i=1}^{m}\sum _{j=1}^{n}a_{ij}E_{ij}}
mit {\displaystyle a_{ij}\in K} darstellen. So bilden die vier Standardmatrizen {\displaystyle E_{11}}, {\displaystyle E_{12}}, {\displaystyle E_{21}} und {\displaystyle E_{22}} die Standardbasis des Raums der {\displaystyle (2\times 2)}-Matrizen und man erhält beispielsweise
{\displaystyle {\begin{pmatrix}2&4\\3&1\end{pmatrix}}={\begin{pmatrix}2&0\\0&0\end{pmatrix}}+{\begin{pmatrix}0&4\\0&0\end{pmatrix}}+{\begin{pmatrix}0&0\\3&0\end{pmatrix}}+{\begin{pmatrix}0&0\\0&1\end{pmatrix}}=2E_{11}+4E_{12}+3E_{21}+1E_{22}}.

### Elementarmatrizen
Standardmatrizen werden auch zur Darstellung der drei Typen von Elementarmatrizen der Form
{\displaystyle {\begin{aligned}R_{ij}(\alpha )&=I+\alpha E_{ij}\\S_{i}(\gamma )&=I+(\gamma -1)E_{ii}\\T_{i,j}&=I-E_{ii}-E_{jj}+E_{ij}+E_{ji}\end{aligned}}}
mit {\displaystyle I} als der Einheitsmatrix und {\displaystyle \alpha ,\gamma \in K} verwendet. Durch Multiplikation von links mit einer solchen Elementarmatrix werden Reihenoperationen, Skalierungen und Transpositionen an einer gegebenen Matrix durchgeführt. Diese Elementarmatrizen kommen bei der Beschreibung des gaußschen Eliminationsverfahrens zur Lösung linearer Gleichungssysteme zum Einsatz.